# Liste des drapeaux de Suisse P
Pour les communes suisses commençant par P. Pour plus d'informations sur les conceptions, s'il vous plaît lire l'article d'une commune. 

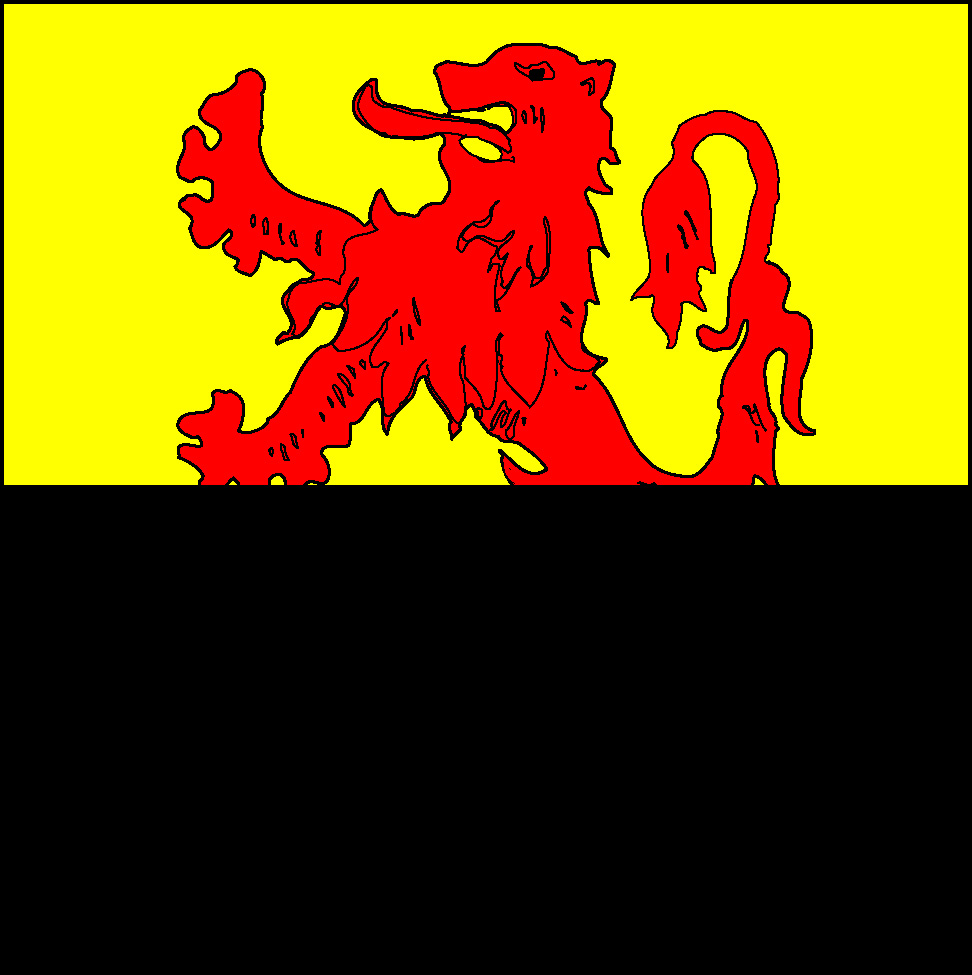
Palézieux
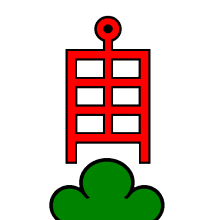
Paspels
Payerne
Pontresina
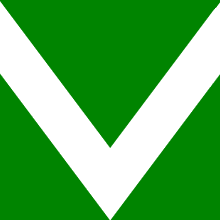
Pratval
Pregny-Chambésy
Puidoux